# Kleingefleckte Ragwurz
Die Kleingefleckte Ragwurz (Ophrys holoserica subsp. parvimaculata (O.Danesch & E.Danesch) O.Danesch & E.Danesch) ist eine Unterart in der Gattung der Ragwurzen (Ophrys), die von April bis Mai blüht. 

## Merkmale
Diese mehrjährige krautige Pflanze erreicht Wuchshöhen zwischen 10 und 35 cm. Der Blütenstand besteht aus zwei bis sieben Blüten. Die Kron- und die behaarten Kelchblätter erscheinen einheitlich gelb bis grün, selten auch hellrosa. Die schwach gewölbte und rundum behaarte Lippe ist dunkelbraun gefärbt. Das Mal ist sehr einfach und erscheint oft H-förmig.

## Standort und Verbreitung
Diese Orchidee findet man auf Magerrasen, in Flaumeichenwäldern und -gebüschen und selten auch in Kiefernwäldern bis zu einer maximalen Höhe von 600 m. Das Verbreitungsgebiet liegt im Süden Italiens, wo die Sippe in Höhenlagen zwischen 25 und 450 Metern Meereshöhe vorkommt.

## Ökologie
Als Bestäuber wurde Eucera nigrescens beobachtet.

## Taxonomie
Die Kleingefleckte Ragwurz wurde 1970 von Othmar Danesch und Edeltraud Danesch als Ophrys fuciflora subsp. parvimaculata in Die Orchidee (Hamburg) Band 21 Seite 21 erstbeschrieben. Synonyme sind Ophrys holoserica subsp. parvimaculata (O. Danesch & E. Danesch) O. Danesch & E. Danesch und Ophrys parvimaculata (O. Danesch & E. Danesch) Paulus & Gack.